# Konstitutionella arbetarförbundet
Konstitutionella arbetarförbundet var en icke-socialistisk arbetarorganisation, grundad i Helsingfors efter storstrejken 1905. 
Konstitutionella arbetarförbundet hade enligt sina stadgar till ändamål att arbeta för utjämnandet av klassmotsättningarna genom politiska och sociala reformer i strängt demokratisk anda. Förbundet var formellt tvåspråkigt, men i praktiken dominerade svenskan; 9/10 av medlemmarna var svenskspråkiga. Medlemskåren bestod av kroppsarbetare, småföretagare och lägre tjänstemän, vartill även ett antal akademiskt bildade personer deltog i verksamheten. Till förbundet hörde lokala föreningar, både svensk- och finskspråkiga, på flera orter i södra Finland; störst var Helsingfors konstitutionella arbetarförening (grundad 1906), som utförde ett betydande arbete på det kommunala planet. Förbundet (som hade intima relationer till Arbetets vänner och Svenska folkpartiet) uppställde till en början egna lantdagskandidater, som upptogs på Svenska folkpartiets och Ungfinska partiets listor. En av Konstitutionella arbetarförbundets representanter, typografen F. Ahlroos, invaldes i den första enkammaren, och senare satt även Helsingforsföreningens mångårige ordförande (1906–1914), skolmannen Mårten Holmberg i lantdagen en kort tid. 
Efter 1910 började den konstitutionella arbetarrörelsen småningom avmattas; sedan Finland blivit självständigt ökade aktiviteten åter temporärt. Beslut om förbundets upplösning fattades 1930, varefter dess tillgångar delades mellan skyddskårerna i Helsingfors och Borgå.